# Ващенко Олександр
Олекса́ндр Ва́щенко  (12 вересня 1909, Київ  — 21 червня 1974, Куритиба, Бразилія) — український письменник (псевдонім А. Височенко), журналіст (псевдонім Михайло Килимний).

## Біографія
Народився в робітничій родині. Закінчив семирічку, потім механічно-професійну школу. Заочно навчався в Інституті журналістики. Від 1929 року працював журналістом.
У роки Другої світової війни потрапив у полон, незабаром утік із полону. Побував у Києві, Львові.
Перебував у таборах «Ді-Пі» в Ганновері. 1948 року емігрував до Бразилії. Спочатку поселився в Сан-Пауло, 1953 року переїхав до Куритиби. Там редагував газету націоналістичного напряму «Хлібороб». Майже чверть сторіччя був постійним кореспондентом газети «Свобода».
Олександр Ващенко помер після довгої і важкої недуги на 65-му році життя 21 червня 1974 року о 9-ій годині ранку в одному із шпиталів Куритиби. Його поховали на цвинтарі Аґва Верди в Куритибі, де десять років тому знайшла спочинок його дружина Клавдія.

## Творчий доробок
Автор книг (під псевдонімом А. Височенко):
- «СССР без маски» (Буенос-Айрес, 1951; Вінніпег, 1952),
- «На генеральній лінії» (Париж, 1960).